# Le Mouret
Pour les articles homonymes, voir Mouret.
Le Mouret (Mourè  en patois fribourgeois) est une commune suisse du canton de Fribourg, située dans le district de la Sarine.

## Géographie
Le Mouret mesure 1 854 ha. 8,7 % de cette superficie correspond à des surfaces d'habitat ou d'infrastructure, 48,5 % à des surfaces agricoles, 42,4 % à des surfaces boisées et 0,4 % à des surfaces improductives.
Le Mouret est limitrophe de Bois-d'Amont, Ferpicloz, La Roche, Plasselb, Saint-Sylvestre, Tinterin, Treyvaux et Villarsel-sur-Marly.

Photo aérienne prise à (1964)

## Localités
Le Mouret comprend les localités suivantes avec les dates des différentes fusions : 
| Localité      | Année de fusion |
| ------------- | --------------- |
| Bonnefontaine | 1989 et 2003    |
| Essert        | 2003            |
| Montécu       | 1989            |
| Montévraz     | 2003            |
| Oberried      | 2003            |
| Praroman      | 2003            |
| Zénauva       | 2003            |

La commune comprend également les hameaux du Pafuet et une partie du Mouret (l'autre partie se trouvant sur la commune de Ferpicloz).

## Histoire
Les origines de la commune remontent à fort longtemps, diverses découvertes archéologiques attestent que la contrée fut habitée dès les temps préhistoriques. Plus tard, les Romains, se mêlant aux populations locales, s'y établirent.
Diverses découvertes, dont les ruines d'un aqueduc, ou les traces de bastions sur diverses éminences alentour prouvent qu'on y trouvait alors une véritable agglomération, certainement aussi populeuse qu'aujourd'hui, sinon plus.

## Population et société

### Gentilé
Les habitants de la commune se nomment les Muretois.

### Démographie

#### Évolution de la population
Le Mouret compte 3 250 habitants au 31 décembre 2022 pour une densité de population de 175 hab/km2. Sur la période 2010-2019, sa population a augmenté de 7,4 % (canton : 15,5 % ; Suisse : 9,4 %).  

#### Pyramide des âges
En 2020, le taux de personnes de moins de 30 ans s'élève à 34,4 %, au-dessous de la valeur cantonale (35,2 %). Le taux de personnes de plus de 60 ans est quant à lui de 24,4 %, alors qu'il est de 22 % au niveau cantonal.
La même année, la commune compte 1 576 hommes pour 1 572 femmes, soit un taux de 50,1 % d'hommes, similaire à celui du canton (50,1 %).
| Hommes | Classe d’âge | Femmes |
| ------ | ------------ | ------ |
| 0,4    | 90 ans ou +  | 0,9    |
| 5,9    | 75 à 89 ans  | 6,0    |
| 18,2   | 60 à 74 ans  | 17,3   |
| 24,7   | 45 à 59 ans  | 25,5   |
| 17,3   | 30 à 44 ans  | 14,9   |
| 18,7   | 15 à 29 ans  | 19,7   |
| 14,7   | - de 14 ans  | 15,6   |

| Hommes | Classe d’âge | Femmes |
| ------ | ------------ | ------ |
| 0,4    | 90 ans ou +  | 1,0    |
| 5,9    | 75 à 89 ans  | 7,4    |
| 14,5   | 60 à 74 ans  | 14,8   |
| 22,2   | 45 à 59 ans  | 21,9   |
| 21,0   | 30 à 44 ans  | 20,6   |
| 19,1   | 15 à 29 ans  | 18,3   |
| 17,0   | - de 14 ans  | 16,0   |

## Bâtiments
L’institut Les Peupliers à Oberried (Les Peupliers 3), aujourd’hui maison pour personnes âgées et institution éducative spécialisée. Les premières mentions du domaine remontent à 1628 – 1630. Le domaine est acquis en 1875 par Jacques Chassot de Treyvaux, puis par l’Abbé Biolley. Dès 1886, la bâtisse abrite la « Ferme-école de la Sainte Famille ». Un nouveau corps de bâtiment comprend salle de cours, chapelle et école. En raison de la construction de l'institut agricole de Grangeneuve vers 1900, le site se transforme en institut pour jeunes filles, géré par les Sœurs oblates de la Sagesse jusqu’en 1986.
Le château de la Grande Riedera à Essert (Riedera 10), est érigé au début du XVIIe siècle par la famille noble de Gottrau. À l’exception de l’écurie aux chevaux, plus tardive, l’ensemble des bâtiments devrait avoir été achevé vers 1639.
La tuilerie du Mouret se trouve en fait sur le territoire de la commune de Ferpicloz (Impasse de la Tuilerie 5). En 1626, le maître d’œuvre Hans Peter Schröter propose la construction de cet établissement, sur un terrain dont le fond argileux était déjà exploité à l’époque romaine. Cette tuilerie est le premier site industriel de cette région à vocation agricole. Cédée par l’État à la commune de Fribourg en 1803, la tuilerie est agrandie à trois étages vers 1839. Entre 1867 et 1880, l’établissement change de mains à plusieurs reprises. En 1892, il occupe 25 employés et produit 600 000 pièces par année. La tuilerie cesse toute activité en 1963, après avoir été exploitée durant plus de 150 ans par la famille Gasser.

## Histoire de la fusion
Les liens qui unissent les six anciennes communes ne datent pas d'hier. Tout s’articule autour du nom du hameau Le Mouret. Les sociétés locales portent d’ailleurs depuis longtemps ce nom. Il existe un Club Sportif Le Mouret, également un FC Le Mouret, un club des lutteurs Le Mouret, un moto-club Le Mouret, un HC Le Mouret, une société de jeunesse Le Mouret, etc. 
Un premier projet de fusion, lancé au début des années 1990, n’a pas abouti[réf. nécessaire]. En revanche, une fusion à six communes est acceptée le 13 juin 2002 par plus de 75 % d’avis favorables[réf. nécessaire].  
Le Conseil nouvellement constitué, fort de 9 membres et mené par Thierry Ackermann, premier syndic de la "grande commune", a repris les rênes de cette nouvelle entité politique le 1er janvier 2003.

## Culture
Le trio comique du Cabaret Chaud 7 investit l'Auberge de la Croix-Blanche et y attire des centaines de spectateurs plusieurs fois par semaine de 1990 à 1995.